# اسلوو (کارولینای شمالی)
اسلوو (به انگلیسی: Salvo) شهری در ایالت کارولینای شمالی کشور ایالات متحده آمریکا است که جمعیت آن در سرشماری سال ۲۰۱۰ میلادی، ۲۲۹ نفر بوده‌است.